# ジェームズ2世 (スコットランド王)

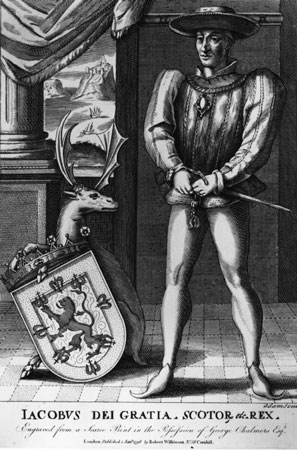
ジェームズ2世 (1440年頃)

ジェームズ2世（英語: James II、1430年10月16日 - 1460年8月3日）は、スコットランド王（在位：1437年 - 1460年）。ジェームズ1世とジョウン・ボーフォート（サマセット伯ジョン・ボーフォートの娘）の子。

## 生涯
ジェームズ1世が暗殺されて6歳で王位に就いたが、実権はダグラス伯爵一族に握られた。1449年、ジェームズ2世は自ら統治する年齢に達すると、ダグラス家と対決して、1452年2月22日には8代ダグラス伯ウィリアムをスターリング城で刺殺、ブレッチンの戦いなどで勝利した後、1455年のアーキンホームの戦いで決定的打撃を与えた。その後ジェームズ2世は、スコットランドの地位向上や軍隊の強化に努めた。1460年、イングランドに占領されていたロクスバラ（Roxburgh）城の包囲戦のさなかに、大砲の暴発により命を落とした。

## 子女
1449年7月3日、ホリールード寺院でゲルデルン公アルノルト・ファン・エフモントの娘メアリーと結婚した。
- 息子（1450年、夭折）
- メアリー（1451年 - 1488年） - 1.1467年頃にアラン伯トマス・ボイドと結婚、2.1474年に初代ハミルトン卿ジェームズと結婚
- ジェームズ3世（1453年 - 1488年）
- アレグザンダー（1454年 - 1485年） - オールバニ公
- デイヴィッド（1455年 - 1457年） - マリ伯
- マーガレット（1455年頃 - ?） - 3代クライトン卿ウィリアム・クライトンと結婚
- ジョン（1459年 - 1479年） - マー伯